# Severiano Melo (kommun)
Severiano Melo är en kommun i Brasilien.   Den ligger i delstaten Rio Grande do Norte, i den östra delen av landet, 1 500 km nordost om huvudstaden Brasília. Antalet invånare är 5 752.
Följande samhällen finns i Severiano Melo:
- Severiano Melo

Omgivningarna runt Severiano Melo är huvudsakligen savann. Runt Severiano Melo är det ganska glesbefolkat, med 32 invånare per kvadratkilometer.